# Spencer County (Kentucky)
Spencer County ist ein County im Bundesstaat Kentucky der Vereinigten Staaten. Das U.S. Census Bureau hat bei der Volkszählung 2020 eine Einwohnerzahl von 19.490 ermittelt.
Der Verwaltungssitz (County Seat) ist Taylorsville, benannt nach Richard Taylor, einem Mühlenbesitzer. Das County gehört zu den Dry Countys, was bedeutet, dass der Verkauf von Alkohol eingeschränkt oder verboten ist.

## Geographie
Das County liegt nördlich des geographischen Zentrums von Kentucky, ist im Nordwesten etwa 35 km von Indiana entfernt und hat eine Fläche von 497 Quadratkilometern, wovon 15 Quadratkilometer Wasserfläche sind. Es grenzt im Uhrzeigersinn an folgende Countys: Shelby County, Anderson County, Nelson County, Bullitt County und Jefferson County.

## Geschichte
Spencer County wurde am 7. Januar 1824 aus Teilen des Bullitt County, Nelson County und Shelby County gebildet. Benannt wurde es nach Captain Spier Spencer, der in der Schlacht von Tippecanoe gefallen ist.
13 Bauwerke und Stätten des Countys sind im National Register of Historic Places eingetragen (Stand 21. Oktober 2017).

## Demografische Daten
Nach der Volkszählung im Jahr 2000 lebten im Spencer County 11.766 Menschen. Davon wohnten 119 Personen in Sammelunterkünften, die anderen Einwohner lebten in 4.251 Haushalten und 3.358 Familien. Die Bevölkerungsdichte betrug 24 Einwohner pro Quadratkilometer. Ethnisch betrachtet setzte sich die Bevölkerung zusammen aus 97,50 Prozent Weißen, 1,13 Prozent Afroamerikanern, 0,22 Prozent amerikanischen Ureinwohnern, 0,08 Prozent Asiaten und 0,27 Prozent aus anderen ethnischen Gruppen; 0,79 Prozent stammten von zwei oder mehr Ethnien ab. 1,12 Prozent der Bevölkerung waren spanischer oder lateinamerikanischer Abstammung.
Von den 4.251 Haushalten hatten 38,4 Prozent Kinder und Jugendliche unter 18 Jahre, die bei ihnen lebten. 67,9 Prozent waren verheiratete, zusammenlebende Paare, 7,6 Prozent waren allein erziehende Mütter, 21,0 Prozent waren keine Familien, 17,1 Prozent waren Singlehaushalte und in 6,0 Prozent lebten Menschen im Alter von 65 Jahren oder darüber. Die Durchschnittshaushaltsgröße betrug 2,74 und die durchschnittliche Familiengröße lag bei 3,08 Personen.
Auf das gesamte County bezogen setzte sich die Bevölkerung zusammen aus 27,0 Prozent Einwohnern unter 18 Jahren, 7,7 Prozent zwischen 18 und 24 Jahren, 33,5 Prozent zwischen 25 und 44 Jahren, 22,7 Prozent zwischen 45 und 64 Jahren und 9,1 Prozent waren 65 Jahre alt oder darüber. Das Durchschnittsalter betrug 35 Jahre. Auf 100 weibliche Personen kamen 101,8 männliche Personen. Auf 100 Frauen im Alter von 18 Jahren alt oder darüber kamen statistisch 99,5 Männer.

Das jährliche Durchschnittseinkommen eines Haushalts betrug 47.042 USD, das Durchschnittseinkommen der Familien betrug 52.038 USD. Männer hatten ein Durchschnittseinkommen von 36.638 USD, Frauen 24.196 USD. Das Prokopfeinkommen betrug 19.848 USD. 7,7 Prozent der Familien und 8,8 Prozent der Bevölkerung lebten unterhalb der Armutsgrenze. Davon waren 8,9 Prozent Kinder oder Jugendliche unter 18 Jahre und 10,5 Prozent waren Menschen über 65 Jahre.

## Orte im County
- Crenshaw
- Elk Creek
- Little Mount
- Mount Eden
- Normandy
- Rivals
- Taylorsville
- Wakefield
- Waterford
- Yoder